# P.E. Lind
Peter Engel Lind (født 8. april 1814 på Christianshavn, død 19. februar 1903 på Frederiksberg) var en dansk gejstlig.
Lind blev student 1831 fra Borgerdydskolen på Christianshavn, cand. theol. 1837, lic. theol. 1839, 1844-55 var han fængselspræst ved fængslet på Christianshavn, derefter sognepræst og 1875-88 biskop over Aalborg Stift. 1879 blev han æresdoktor i teologien. Lind arbejdede meget på fængselsvæsenets område, men udgav også flere teologiske skrifter, navnlig Kristendommens Indflydelse paa den sociale Forfatning fra dens Stiftelse til Justinian (1852). Fremdeles har Lind skrevet nogle skønlitterære skrifter og været medredaktør af Borgervennen (1850-54) og Ugeskrift for den evangeliske Kirke i Danmark (1853-54).
Han blev Ridder af Dannebrogordenen 1875, Dannebrogsmand 1878, Kommandør af 2. grad 1883 og af 1. grad 1888.
Lind blev gift 22. marts 1848 i Holmens Kirke med Agnes Lund (3. juli 1827 i København - 23. april 1910 sammesteds), datter af professor, senere etatsråd J.L. Lund (1777-1867) og Augusta Lorentz (1797-1871).